# 포천화도고속도로 (기업)
포천화도고속도로(抱川和道高速道路)는 포스코그룹이 최대주주인, 2024년 2월 7일 개통 운영중인 수도권제2순환고속도로의 소흘 분기점 ~ 화도 분기점 구간을 건설하고, 휴게소와 같은 제반시설을 관리·운영중인 대한민국의 기업이다.

## 역사
- 2016년 12월 20일: 수도권외곽순환고속도로로 회사 설립.
- 2018년 12월 28일: 수도권제2순환고속도로 소흘 분기점 ~ 화도 분기점 구간 착공
- 2021년: 포천화도고속도로주식회사로 상호 변경.
- 2023년 12월 27일: 수도권제2순환고속도로 소흘 분기점 ~ 화도 분기점 구간 준공
- 2024년 2월 7일: 수도권제2순환고속도로 소흘 분기점 ~ 화도 분기점 구간 개통

## 같이 보기
- 수도권제2순환고속도로
- 경기고속도로
- 경기동서순환도로
- 인천김포고속도로 (기업)
- 화성광주고속도로 (기업)